# Metastelma pauciflorum
Metastelma pauciflorum är en oleanderväxtart som beskrevs av Rudolf Schlechter. Metastelma pauciflorum ingår i släktet Metastelma och familjen oleanderväxter. Inga underarter finns listade i Catalogue of Life.